# قالب فستک
قالب فستک (FASTQ) قالب مبتنی بر متن برای ذخیره‌سازی هر دوی رشته‌های  زیستی (معمولاً توالی اسید نوکلئیک) و نمره کیفیت متناظر آن است. هر دوی رشته و نمره کیفیت، با یک کاراکتر ASCII تنها برای اختصار کدگذاری شده‌است. نخست موسسه ولکام تراست سانگ (Wellcome Trust Sanger Institute) برای بسته بندی یک دنباله قالب فستا و داده‌های کیفیت آن تولید کرد، اما به تازگی در حال تبدیل شدن به استاندارد برای ذخیره‌سازی خروجی دستگاه‌های با توان بالا مانند دستگاه آنالیز ژنوم Illumina می‌باشد.

## قالب
فایل فستک به‌طور معمول از چهار خط در هر دنباله استفاده می‌کند. خط اول با یک نویسه '@' شروع می‌شود و توسط دنباله شناسه و شرح اختیاری (مثل خط عنوان فستا) ادامه می‌یابد. خط دوم رشتهٔ خام است. خط سوم با نویسه  '+' آغاز می‌شود و  دوباره توسط همان شناسهٔ رشته (و همان توضیحات)به صورت اختیاری دنبال می‌شود. خط چهارم کد شدهٔ مقادیر کیفیت برای دنباله‌ای درج شده در خط دوم، می‌باشد و باید به همان تعداد از نمادها را شامل باشد.
یک نمونه از آن به صورت زیر می‌باشد:
```
@SEQ_ID
GATTTGGGGTTCAAAGCAGTATCGATCAAATAGTAAATCCATTTGTTCAACTCACAGTTT
+
!''*((((***+))%%%++)(%%%%).1***-+*''))**55CCF>>>>>>CCCCCCC65

```

## پیوست
- MAQ صفحه‌ای برای بحث روی انواع فستک